# Gipskarst bei Berneburg
Gipskarst bei Berneburg este o arie protejată (arie specială de conservare — SAC, sit de importanță comunitară — SCI) din Germania întinsă pe o suprafață de 8,82 ha, integral pe uscat.

## Localizare
Centrul sitului Gipskarst bei Berneburg este situat la coordonatele 51°03′38″N 9°53′26″E / 51.0606°N 9.8906°E.

## Înființare
Situl Gipskarst bei Berneburg a fost declarat sit de importanță comunitară în noiembrie 2004 pentru a proteja un număr necunoscut de specii din flora spontană și fauna sălbatică aflate în arealul zonei. Situl a fost protejat și ca arie specială de conservare în martie 2008.

## Biodiversitate
Situată în ecoregiunea continentală, aria protejată conține 2 habitate naturale: Pante stâncoase calcaroase cu vegetație casmofită, Peșteri inaccesibile publicului.
La baza desemnării sitului se află un număr nedeclarat de specii protejate.
Pe lângă speciile protejate, pe teritoriul sitului au mai fost identificate 2 specii de plante, 6 specii de nevertebrate, 2 specii de reptile.